# 공자 장려
공자 장려(公子 將閭, ? ~ 기원전 209년)는 진나라의 황족으로, 시황제의 아들이다.

## 행적
기원전 209년, 시황제의 뒤를 이어 즉위한 이세황제는 간신 조고를 낭중령에 임명하였다. 조고는 황제의 위엄을 살리고 반란의 씨앗을 제거한다는 명분으로 대신과 황족들을 주살할 것을 제안하였고, 이세황제는 이를 받아들여 먼저 공자 여섯 명을 두(杜) 땅에서 주살하였다.
이때 공자 장려 3형제는 나라에서 죄명을 논하느라 따로 궁궐에 유폐되어 있었고, 곧 이세황제는 사자를 보내 장려에게 일렀다.
| “ | 공자는 신하로서 마땅히 행동하지 않았으니, 죽을 죄를 지었다. 관리는 법에 따라 처결하라. | ” |

장려가 말하였다.
| “ | 나는 궁궐의 예법에서 빈찬(賓贊) 의례를 따르지 않은 적이 없었고, 정사를 논할 때에는 절개를 지키지 않은 적이 없었고, 명령을 받고 응대할 때에는 실언을 한 적이 없었다. 무엇이 마땅하지 않았다는 말이냐? 죄를 알고 죽어야겠다. | ” |

사자가 말하였다.
| “ | 신하된 자는 다른 생각을 품을 수 없습니다. 글에 적힌 대로 따라야 할 뿐입니다. | ” |

장려는 하늘을 우러러 여러 차례 탄식하고는 말하였다.
| “ | 하늘이여! 나는 죄가 없도다! | ” |

장려와 형제들은 눈물을 흘리며 칼을 뽑고는 스스로 목숨을 끊었다.

## 출전
- 사마천, 《사기》 권6 진시황본기·87 이사열전